# Littératie visuelle
La littératie visuelle est la capacité d’interpréter, de traiter et de tirer un sens d’une information présentée visuellement. La discipline est fondée sur l’idée que l’image peut être « lue » et qu’une signification peut en être ainsi tirée.

## Revues spécialisées
- Journal of Visual Literacy,  (ISSN 1051-144X), lien